# Державний лад України
Украї́на — суверенна і незалежна, демократична, соціальна і правова держава, унітарна, парламентсько-президентська республіка. Носієм суверенітету і єдиним джерелом влади в Україні є народ. Народ здійснює владу безпосередньо і через органи державної влади та органи місцевого самоврядування. Влада в Україні здійснюється на засадах її поділу на законодавчу, виконавчу та судову. Виконавча влада в країні належить Кабінетові Міністрів, а законодавча — парламенту (Верховній Раді України). Найвищим органом судової влади в Україні є Верховний Суд. Можливість впливати на роботу усіх трьох гілок влади: виконавчої, законодавчої та судової, має Президент України — згідно з Конституцією він зобов'язаний припиняти будь-які їх дії, що порушують основний Закон України.

## Конституція України
Невдовзі після проголошення незалежності України, внаслідок референдуму 1991 р., в Україні була створена парламентська комісія з підготовки нової конституції. 28 червня 1996 р., з прийняттям нової демократичної конституції була запроваджена багатопартійна політична система (плюралізм) і законодавчо задекларовані основні права і свободи громадян України, а також права національних меншин країни.
Різним етнічним групам України гарантується право на отримання освіти рідною мовою, на розвиток культурного життя, а також на підтримку та вживання національних мов в повсякденному житті. Згідно з Конституцією, державною мовою України є українська. В Криму та деяких регіонах Східної України в повсякденному житті і в офіційному користуванні переважає російська мова.
Конституція гарантує також свободу віросповідань — релігійні об'єднання повинні реєструватися в органах місцевої та центральної влади. Свобода слова також гарантована Конституцією, однак іноді влада втручається в роботу журналістів і намагається впливати на ЗМІ. Уряд України, зокрема, піддавався гострій критиці за кволе та недостатньо відкрите розслідування справи вбивства журналіста Георгія Ґонґадзе (2000). Розслідування цієї справи триває й дотепер. Таке ставлення до цієї справи та до свободи слова в цілому мало негативний ефект на міжнародний імідж України.

## Законодавча влада
Верховна Рада України складається з 450 депутатів, що обираються на п'ять років. До 2006 року половина членів були обиралися за пропорційною системою, а інша половина від одномандатних округів. Починаючи з парламентських виборів 2006 р., всі 450 членів Верховної Ради були обрані за партійними списками пропорційного представництва.
Верховна Рада ратифікує міжнародні угоди і затверджує бюджет.
В Україні існує велика кількість політичних партій. Однак більшість з них малочисельні та малопопулярні у широких верствах суспільства і не спроможні самостійно виграти вибори. Тому, з метою отримання більшої кількості голосів у парламентських виборах, дрібні партії часто об'єднуються у виборні блоки.

## Виконавча влада
Кабінет Міністрів України (КМУ) є вищим органом у системі органів виконавчої влади в Україні. До інших органів виконавчої влади, що підпорядковані КМУ, відносяться міністерства, державні служби, державні агентства, державні інспекції, інші центральні органи виконавчої влади, а також місцеві державні адміністрації.

## Президент України
Президент України є головою держави та Верховним Головнокомандувачем Збройних Сил України. Обирається громадянами України на основі загального, рівного і прямого виборчого права шляхом таємного голосування строком на п'ять років.
Відповідно до статті 102 Конституції України, Президент України є Главою держави і виступає від її імені, є гарантом державного суверенітету, територіальної цілісності України, додержання Конституції України, прав і свобод людини і громадянина.
Статус Президента України визначено в розділі V Конституції України, де сформульовані основні права та обов'язки Президента як глави держави, повноваження, порядок його обрання, а також можливість усунення з поста та припинення його повноважень.

## Судова влада
Судова влада — це система створених згідно з законом органів, наділених виключними повноваженнями по розгляду юридично значущих справ, із застосуванням спеціальної процедури.

#### Верховний суд України
В Україні найвищим судом у системі судоустрою є Верховний суд. Верховний Суд є найвищим судом у системі судоустрою України, який забезпечує сталість та єдність судової практики у порядку та спосіб, визначені процесуальним законом.

#### Конституційний суд України
Єдиним органом конституційної юрисдикції в Україні є Конституційний суд України. Конституційний Суд України розпочав свою діяльність, яка ґрунтується на засадах верховенства права, незалежності, колегіальності, гласності, відкритості, повноти і всебічності розгляду справ, обґрунтованості та обов'язковості ухвалених ним рішень і висновків, 16 жовтня 1996 року.
Конституційний Суд ухвалює рішення, надає висновки, постановляє ухвали, видає забезпечувальні накази. Акти з питань, не пов'язаних із конституційним провадженням, Суд ухвалює у формі постанови.

## Участь у міжнародних організаціях
- ОБСЄ
- ООН
- Рада Європи
- Міжнародний валютний фонд
- Світова організація торгівлі
- Європейський банк реконструкції та розвитку
- Міжнародний кримінальний суд